# Ralston (Oklahoma)
Ralston è un comune degli Stati Uniti d'America, situato nello Stato dell'Oklahoma, nella contea di Pawnee.